# Палестинский законодательный совет I созыва
Палестинский законодательный совет — парламент Палестинской автономии первого созыва был избран в 1996 году и работал до февраля 2006 года.
ПЗС первого созыва состоял из 88 депутатов, избранных по 16 одномандатным и многомандатным округам. 7 мандатов было закреплено за религиозными меньшинствами: 6 — за христианами, 1 — за самаритянами.

## Распределение мест
(в классификации официального сайта ПНА )
- ФАТХ — 68 мест (47 официальных кандидатов ФАТХ, 21 примкнувших независимых)
- Независимые светские кандидаты — 12
- Независимые исламисты — 7
- Палестинский демократический союз — 1

Список депутатов ПЗС первого созыва, избранных в 1996 году:
Вифлеем (4, в том числе 2 — христианская квота)
1. Асаад Абдель Кадер (Салах ат-Тамари) — нез. (ФАТХ)
2. Дауд аз-Зир — нез.
3. Бишара Салиба Дауд — нез., по квоте для христиан
4. Митри Абу Ита — нез., по квоте для христиан

Дейр аль-Балах (5)
1. Фурайя Абу Мидейн — ФАТХ
2. Саид аль-Карунз — ФАТХ
3. Джамиля Сайдам — ФАТХ
4. Ибрагим аль-Хабаш — нез.
5. Джаляль аль-Мусаддар — нез.

Город Газа (12, в том числе 1 — христианская квота)
1. Хайдар Абдель Шафии — Национальная демократическая коалиция (сложил полномочия в марте 1998)
2. Фахри Шакура — ФАТХ
3. Нахид ар-Раис — ФАТХ
4. Интисар аль-Фазир — ФАТХ
5. Рияд аз-Заанун — ФАТХ
6. Зияд Абу Амр — нез.
7. Ваджих Халиль Яхи — нез. (исл.) — умер по естественным причинам в апреле 2002
8. Муса аз-Заабут
9. Марван Канафани
10. Юсуф аш-Шанти
11. Равия аш-Шавва — нез.
12. Фарадж ас-Сарраф

Хеврон (10)
1. Шариф Машаль (Аббас Заки) — ФАТХ
2. Муса Абу Сабха — ФАТХ
3. Джамаль аш-Шубаки — ФАТХ
4. Набиль Амр — ФАТХ
5. Мухаммад аль-Хурани — ФАТХ
6. Рафик ан-Натша — ФАТХ
7. Захран Абу Кубейта — нез.
8. Али Абу ар-Райш — нез.
9. Сулейман Абу Шайнэ — ФАТХ
10. Али Ибрагим аль-Кавасме — ФАТХ

Джабалия (7)
1. Юсуф Абу Сафия — ФАТХ
2. Фуад Эйд — ФАТХ
3. Хишам Абд ар-Разик — ФАТХ
4. Абдель Рахман Хамад — ФАТХ
5. Камаль аш-Шарафи — нез.
6. Карам Зарандэ
7. Имад аль-Фалуджи — ФАТХ (исламист)

Дженин (6)
1. Бурхан Джаррар — ФАТХ
2. Джамаль аль-Хинди — ФАТХ
3. Аззам аль-Ахмад — ФАТХ
4. Хикмат Хашим Зайд — нез.
5. Ахмад Иршайд — ФАТХ
6. Фахри аль-Туркман — нез.

Иерихон (1)
1. Саиб Эрикат — ФАТХ

Иерусалим (7, в том числе 2 — христианская квота)
1. Ахмед Куреи — ФАТХ
2. Ханан Ашрауи — нез.
3. Ахмад аль-Батш — нез.
4. Зияд Абу Заид — нез.
5. Хатим Абдель Кадер Эйд — ФАТХ
6. Ахмад аз-Зухейр — нез. / ФАТХ?
7. Эмиль Джарджуи (по квоте для христиан) — ФАТХ

Хан Юнис (8)
1. Набиль Шаат — ФАТХ
2. Джавад ат-Тиби — ФАТХ
3. Рафат ан-Наджар
4. Ибрагим Абу Наджах — ФАТХ
5. Ахмед аш-Шайби — ФАТХ
6. Хасан Асфур — нез.
7. Ахмад Абдель Фатех Насер — ФАТХ
8. Абдель Карим Мусалам Абу Салах — нез.

Наблус (8, в том числе 1 — самаритянская квота)
1. Фаиз Зайдан — ФАТХ
2. Муавия аль-Масри — нез.
3. Гасан аш-Шакаа — ФАТХ
4. Махир аль-Масри — ФАТХ
5. Хусам Кадер — нез. (ФАТХ)
6. Даляль Саламэ — ФАТХ
7. Камиль аьл-Афгани — нез.
8. Салум Исхак ас-Самири (по квоте для самаритян) — нез.

Калькилия (2)
1. Махмуд Даас — ФАТХ
2. Усман Хусейн Гашаш — нез.

Рафах (5)
1. Абд Раббу Абу Хун — ФАТХ
2. Мухаммад Хиджази — ФАТХ
3. Раухи Фаттух — ФАТХ
4. Абдель Азиз Шахин — ФАТХ
5. Сулейман ар-Руми — нез.

Рамалла / аль-Бира (7, в том числе 1 — христианская квота)
1. Абдель Джавад Салех — нез.
2. Абдель Кадер Фарис Хамад — нез.
3. Абдель Фаттах Хумейль — нез.
4. Джамиль ат-Тарифи — нез.
5. Азми аш-Шуэйби — ФИДА
6. Марван аль-Баргути — ФАТХ
7. Гази Ханания (по квоте для христиан) — ФАТХ

Сальфит (1)
1. Ахмад ад-Дейк — ФАТХ

Тубас (1)
1. Хашим Сулейман ас-Салих Дарагме — нез.

Тулькарм (4)
1. Таййиб Абдеьл Рахим — ФАТХ
2. Муфид Юсуф Абд Раббу — нез.
3. Хакам Балауи — ФАТХ
4. Хасан Абдель Фаттах Крейша — нез. (ФАТХ)

## Бюро ПЗС
Председатель: Ахмед Куреи
Первый заместитель: Ибрагим Абу ан-Наджах
Второй заместитель: Гази Ханания (до августа 1998 — Митри Абу Ита)
Секретарь — Раухи Фаттух

## Председатели постоянных комиссий
1. По экономике — Джамаль аш-Шубаки (в 1997 — Фахри ат-Туркман, до августа 1998 — Хикмат Заид)
2. По образованию и социальным вопросам — Аббас Заки
3. По финансам и бюджету — Дауд аз-Зир (до августа 1998 — Саид аль-Карунз, до 24 ноября 1999 — Азми аш-Шуайби)
4. По внутренним делам и безопасности — Фахир Шакура
5. По делам Иерусалима — Ахмад аз-Зухейр
6. По законодательству — Абдель Карим Мусаллам Абу Салах
7. По делам земли и поселений — Асаад Абдель Кадер
8. (По природным ресурсам — Юсуф Абу Сафия — в августе 1998 комитет присоединен к комитету по экономике)
9. Политический комитет — Зияд Абу Амр
10. По правам человека и общественным свободам — Кадура Фаирс (в 1998 — Камаль аш-Шарафи, в 1999 — Хасан Крейша)
11. По делам беженцев и диаспоры — Джамаль аль-Хинди